# Burg Tre Kronor

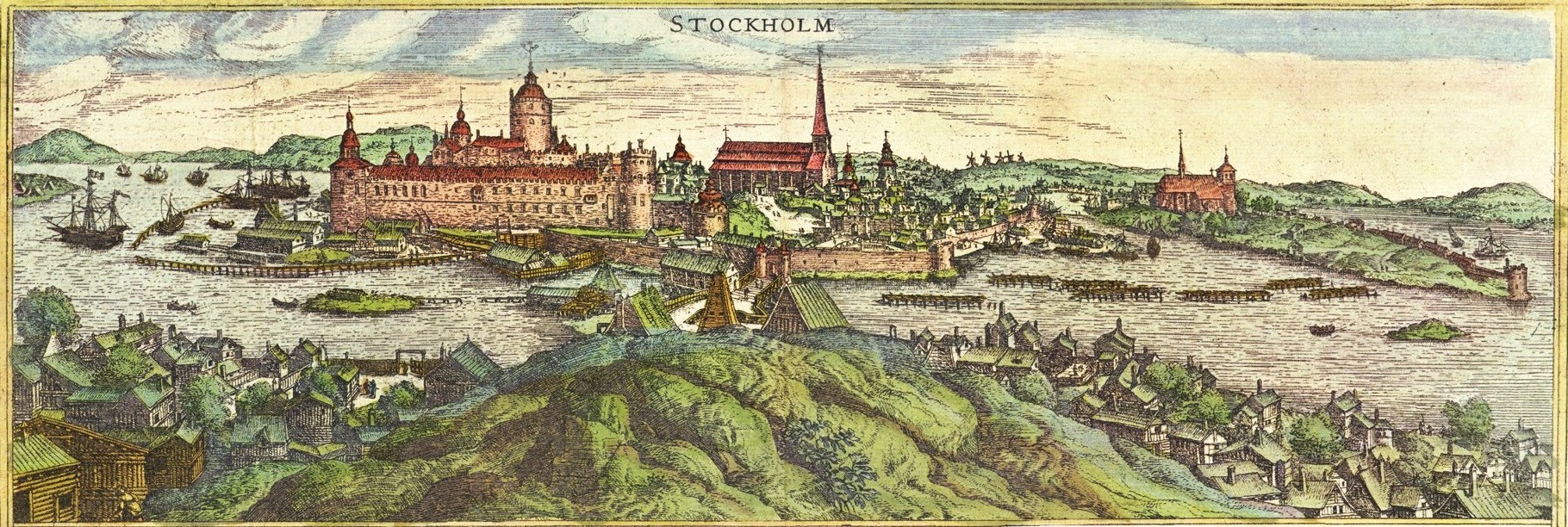
Stockholm und die Burg
Bild von Frans Hogenberg (1570)

Die Burg Tre Kronor war eine Burganlage, die Birger Jarl in der Mitte des 13. Jahrhunderts im Zentrum von Stockholm anlegen ließ. Sie stand an der Stelle, an der sich heute das Stockholmer Schloss befindet, und bestand aus einer Hochburg und einem mauerbewehrten Wirtschaftshof.
Der Name Tre Kronor (Drei Kronen) stammt wahrscheinlich aus der Mitte des 14. Jahrhunderts, als Magnus II. herrschte. Nachdem Gustav Wasa 1521 Schweden aus der Kalmarer Union herausgelöst hatte, machte er die Burg zum königlichen Hauptsitz und ließ sie mit weiteren Verteidigungsanlagen versehen. Unter seinem Sohn Johann III. wurde die Burg zu einem Renaissanceschloss mit Schlosskirche umgebaut.
Am 7. Maijul. / 17. Mai 1697greg. wurde die Burg bei einem verheerenden Brand fast vollständig zerstört. Der Architekt Nicodemus Tessin d. J., der schon kurz zuvor einige Veränderungen am alten Schloss vorgenommen hatte, bekam den Auftrag, an derselben Stelle das neue Stockholmer Schloss zu errichten.

## Bilder

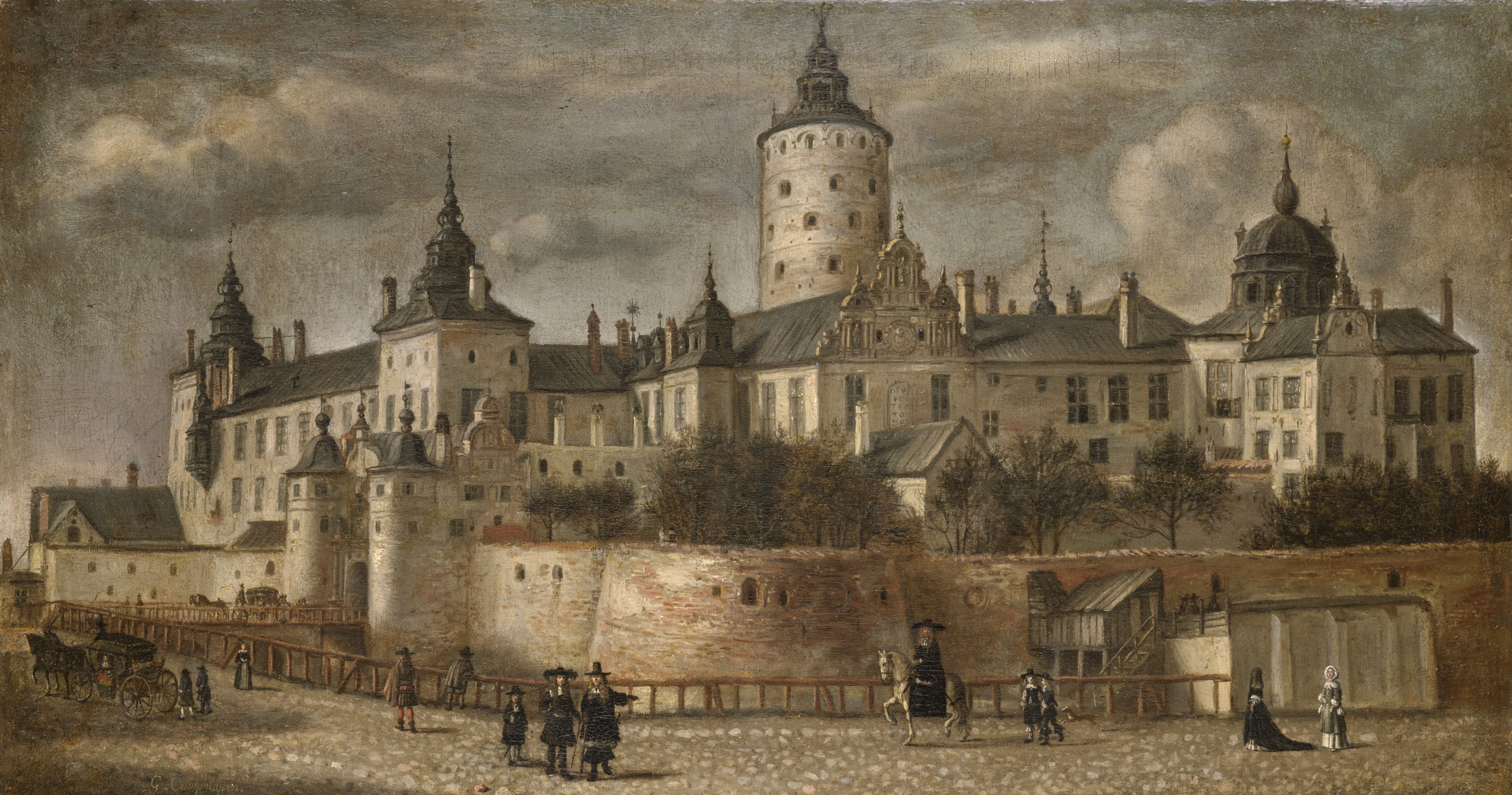
Tre Kronor auf einem Ölgemälde von Govert Camphuysen (1661)
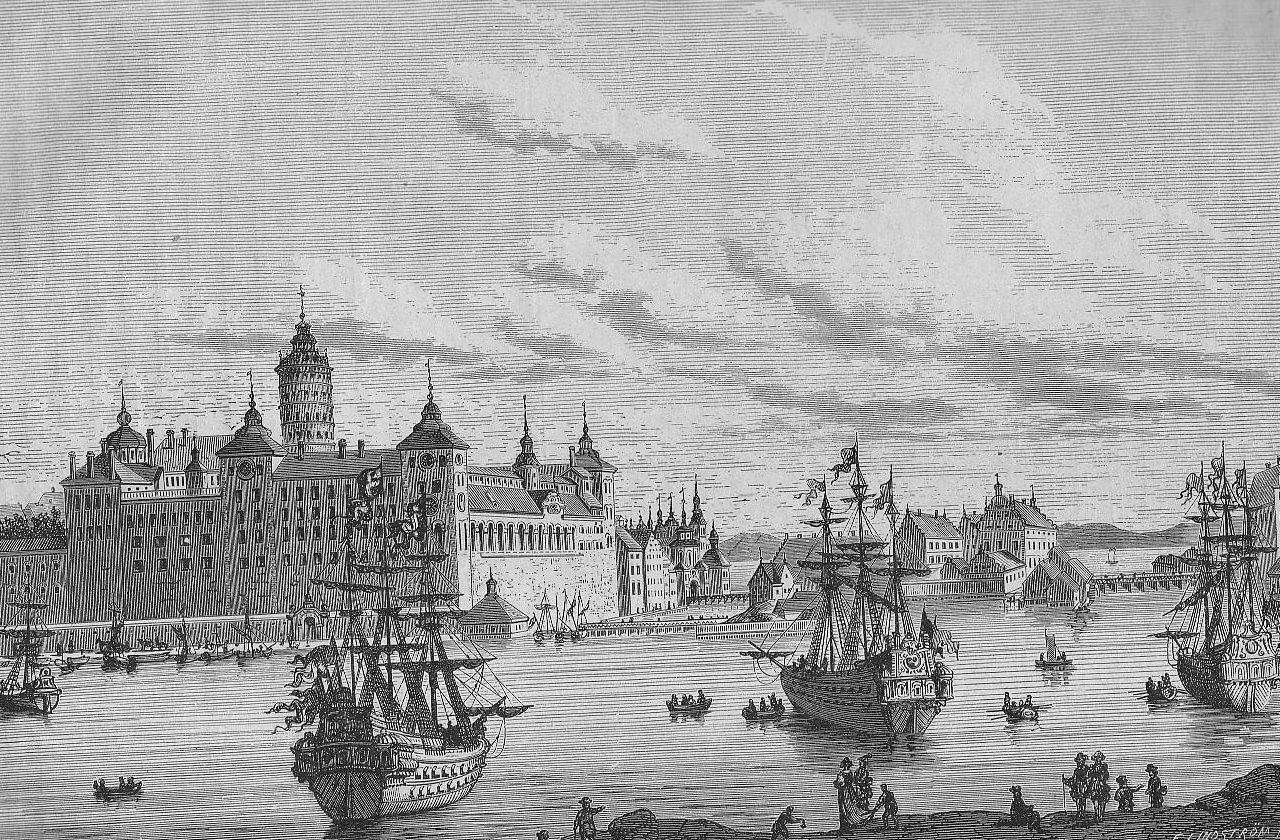
Die Burg im 17. Jahrhundert, von Nordost gesehen
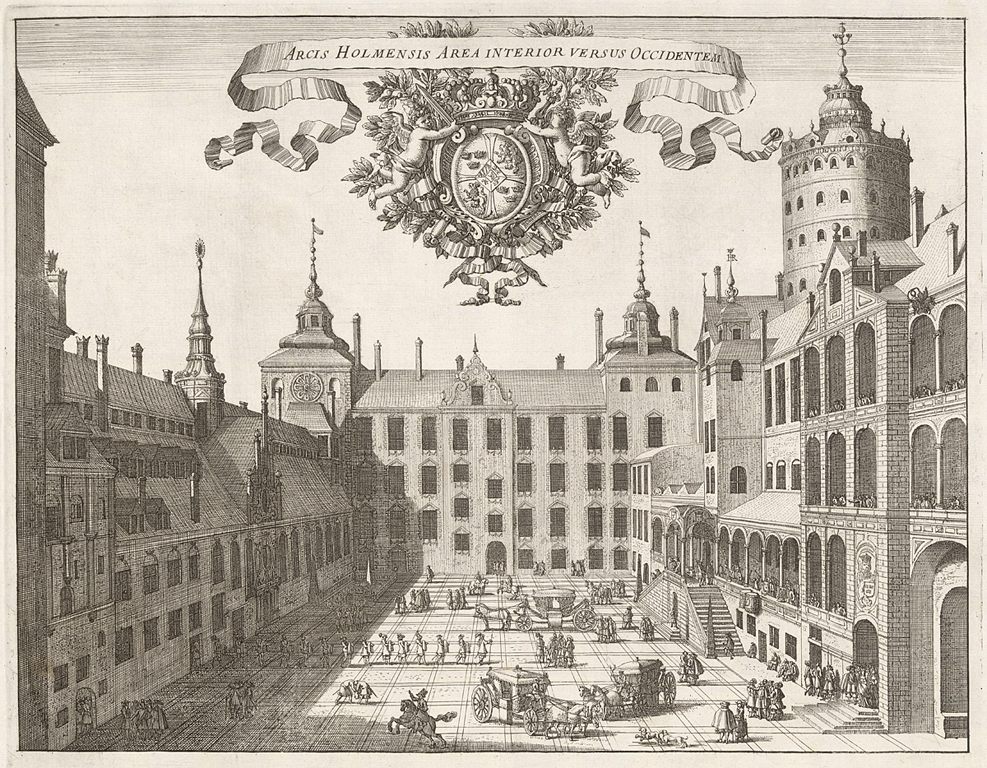
Der große Burghof

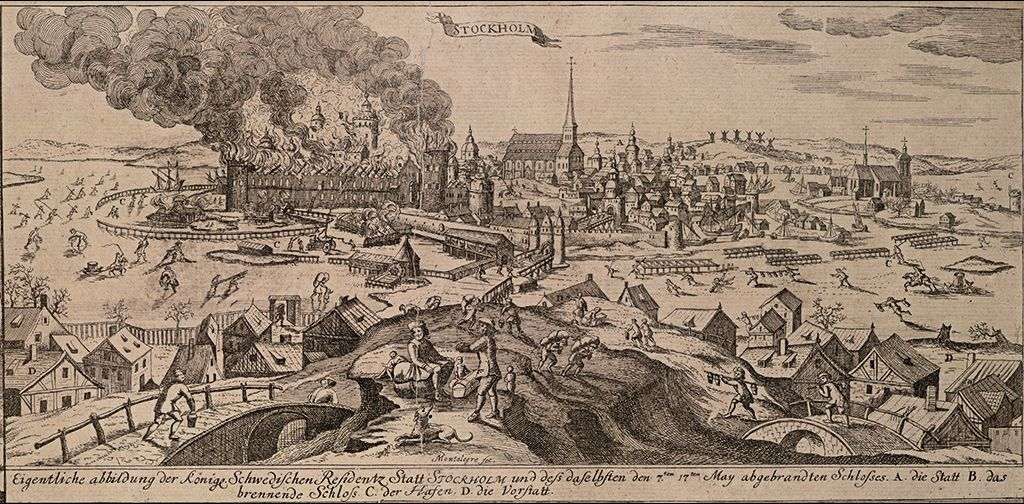
Kupferstich zum Schlossbrand (1697)
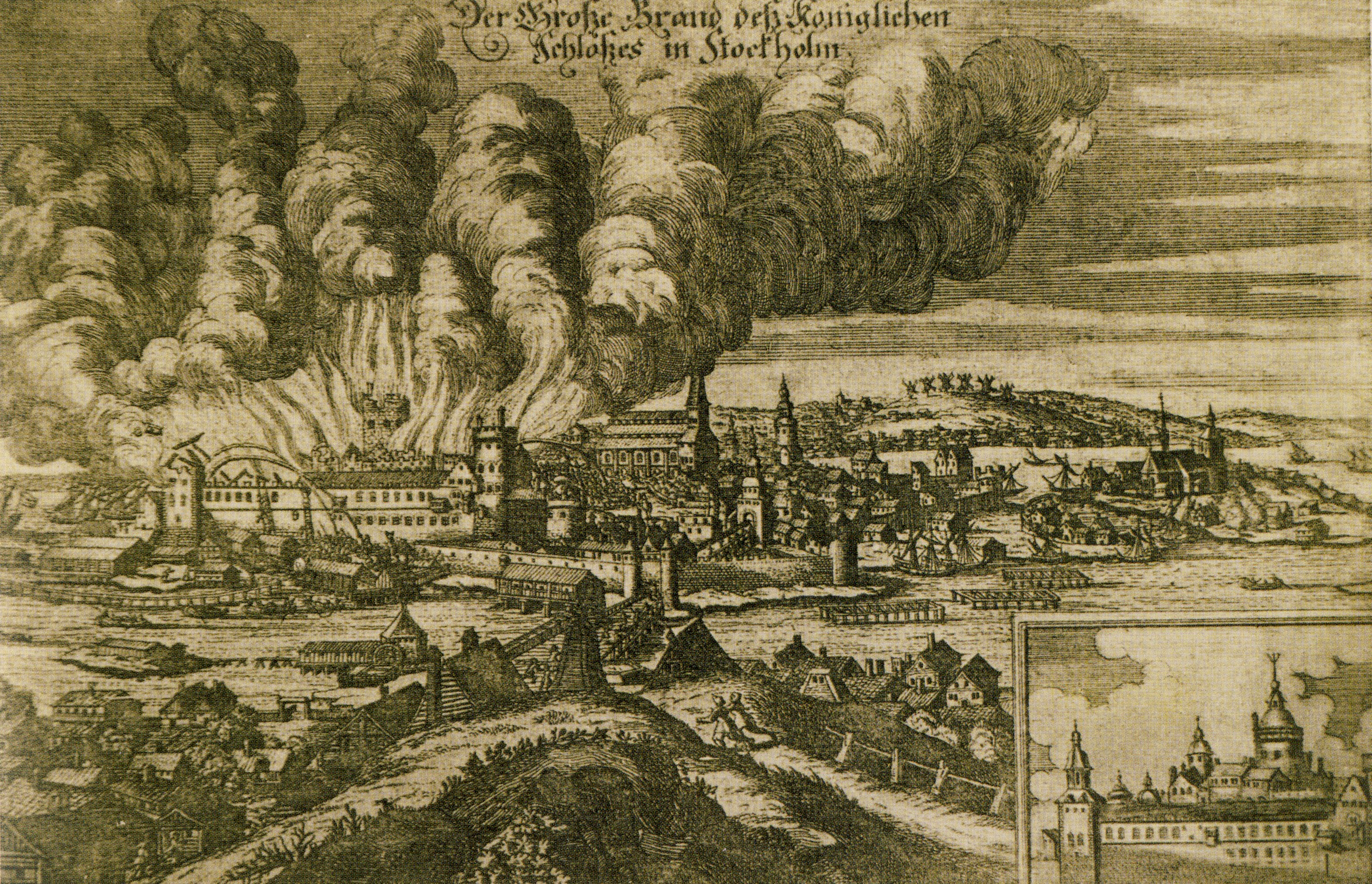
Kupferstich zum Schlossbrand (1697)